# Pemalang
Pemalang – miasto w Indonezji na Jawie w prowincji Jawa Środkowa nad Morzem Jawajskim; 186 tys. mieszkańców (2006); ośrodek administracyjny dystryktu Pemalang.
Ośrodek ważnego regionu rolniczego (uprawa ryżu, trzciny cukrowej, tytoniu, olejowca, orzeszków ziemnych); przemysł spożywczy.